# Donato Sabia
Donato Sabia, né le 11 septembre 1963 à Potenza et mort le 7 avril 2020 dans la même ville, est un athlète italien, actif dans les années 1980, coureur de demi-fond, spécialiste du 800 mètres.

## Biographie
Donato Sabia fut finaliste du 800 m aux Jeux olympiques de Los Angeles en 1984 et de Séoul en 1988.
Il décède des suites du Covid-19 à l'âge de 56 ans le 8 avril 2020. Selon le communiqué du Comité olympique national italien, il se trouvait « depuis quelques jours » dans l'unité de soins intensifs de l'hôpital San Carlo de Potenza dans la région de la Basilicate dans le Sud de l'Italie.

### Palmarès
| Date | Compétition                    | Lieu        | Résultat | Épreuve   | Performance   |
| ---- | ------------------------------ | ----------- | -------- | --------- | ------------- |
| 1983 | Jeux méditerranéens            | Casablanca  | 2e       | 4 x 400 m | 3 min 04 s 54 |
| 1983 | Championnats du monde          | Helsinki    | 5e       | 4 x 400 m | 3 min 05 s 10 |
| 1984 | Championnats d'Europe en salle | Göteborg    | 1er      | 800 m     | 1 min 48 s 05 |
| 1984 | Jeux olympiques                | Los Angeles | 5e       | 800 m     | 1 min 44 s 53 |
| 1988 | Jeux olympiques                | Séoul       | 7e       | 800 m     | 1 min 48 s 03 |

### Records
Son meilleur temps personnel sur 800 mètres est de 1 min 43 s 67, performance réalisée le 13 juin 1984 à Florence. En juin 1984, Donato Sabia a également couru le 400 mètres en un temps de 45 s 73 à Milan.
Il a détenu par ailleurs le record du monde du 500 m avec un temps de 1 min 0 s 08.

## Sources
- (en) Cet article est partiellement ou en totalité issu de l’article de Wikipédia en anglais intitulé « Donato Sabia » (voir la liste des auteurs).